# Civil Censorship Detachment
Das Civil Censorship Detachment, kurz CCD, war die federführende Zensurbehörde des US-Militärs während der Besatzungszeit in Japan.
Ursprünglich eine Einheit unter Aufsicht des Deputy Chief of Staff for Intelligence (G-2) der U.S. Army wurde sie zu Beginn der Besatzungszeit 1945 von den Philippinen nach Japan transferiert und als Teil der G-2 Section in die Besatzungsverwaltung des GHQ/SCAP integriert. Sie war für die Zensur jeglicher Form ziviler Kommunikation verantwortlich, dies bedeutete in der Praxis die Zensur von Büchern, Zeitschriften und etwa 70 Zeitungen – bis 1947 vor der Veröffentlichung – sowie in vier Jahren Stichproben bei insgesamt 330 Millionen Postsendungen und 800.000 privaten Telefongesprächen. Von der Zensur betroffen waren auch ausländische Publikationen. Offiziell gab es keine Zensur, eine der ersten SCAP-Direktiven garantierte im September 1945 Rede- und Pressefreiheit. Bis 1949 mussten auch Kopien von Spielfilme ins Englische übersetzt und dem SCAP vor der Veröffentlichung vorgelegt werden. Auch Theateraufführungen wurden bis 1947 zensiert. Im Oktober 1949 wurde das CCD aufgelöst, Zensur gab es auch danach, dann allerdings meist nach der Veröffentlichung. Diese richtete sich in späteren Jahren vermehrt gegen die politische Linke, insbesondere gegen die Kommunistische Partei Japans.
Zu den Zensurkategorien aus dem Juni 1946 gehörten unter anderem nationalistische, militaristische oder Großostasien-Propaganda oder die Verteidigung von Kriegsverbrechern, Kritik am SCAP, am internationalen Militärgerichtshof oder an alliierten Nationen, Erwähnung der Zensur, Kommentare zu „Russland gegen Westmächte“, Übertreibung des Hungers, Kritik an der Rolle des SCAP beim Erstellen der Verfassung [einschließlich einer Erwähnung der Rolle des SCAP].